# Francisco Valdés
Francisco Segundo Valdés Muñoz (Santiago, 1943. március 19. – 2009. augusztus 10.) chilei válogatott labdarúgó, edző.

## Pályafutása

### A válogatottban
1962 és 1975 között 52 alkalommal szerepelt a chilei válogatottban és 9 gólt szerzett. Részt vett az 1966-os és az 1974-es világbajnokságon, illetve az 1975-ös Copa Américan.

## Sikerei, díjai
Colo-Colo
- Chilei bajnok (2): 1963, 1972
- Chilei kupa (1): 1974